# Sandmott
Sandmott (Platytes alpinella) är en fjärilsart som beskrevs av Jacob Hübner 1811-17. Enligt Catalogue of Life ingår sandmott i släktet Platytes och familjen Crambidae, men enligt Dyntaxa är tillhörigheten istället släktet Platytes och familjen mott. Arten är reproducerande i Sverige. Inga underarter finns listade i Catalogue of Life.

## Bildgalleri

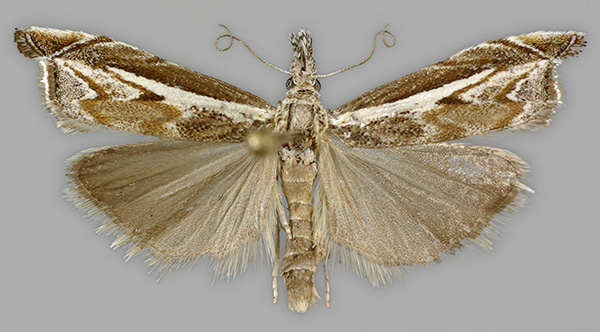
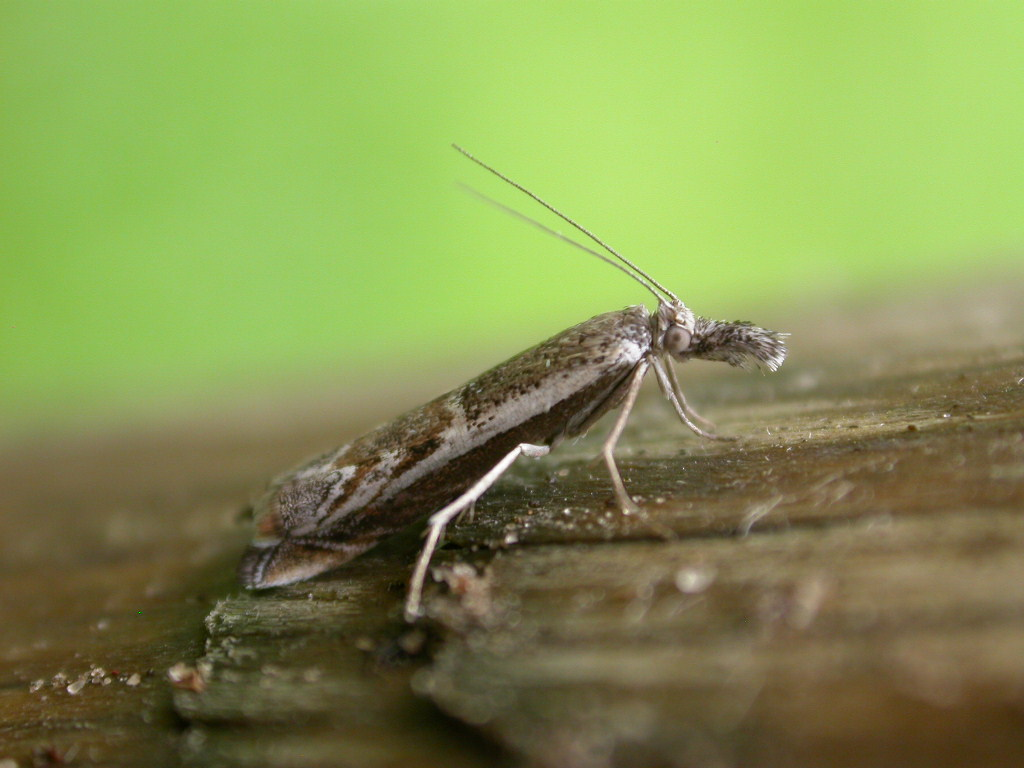
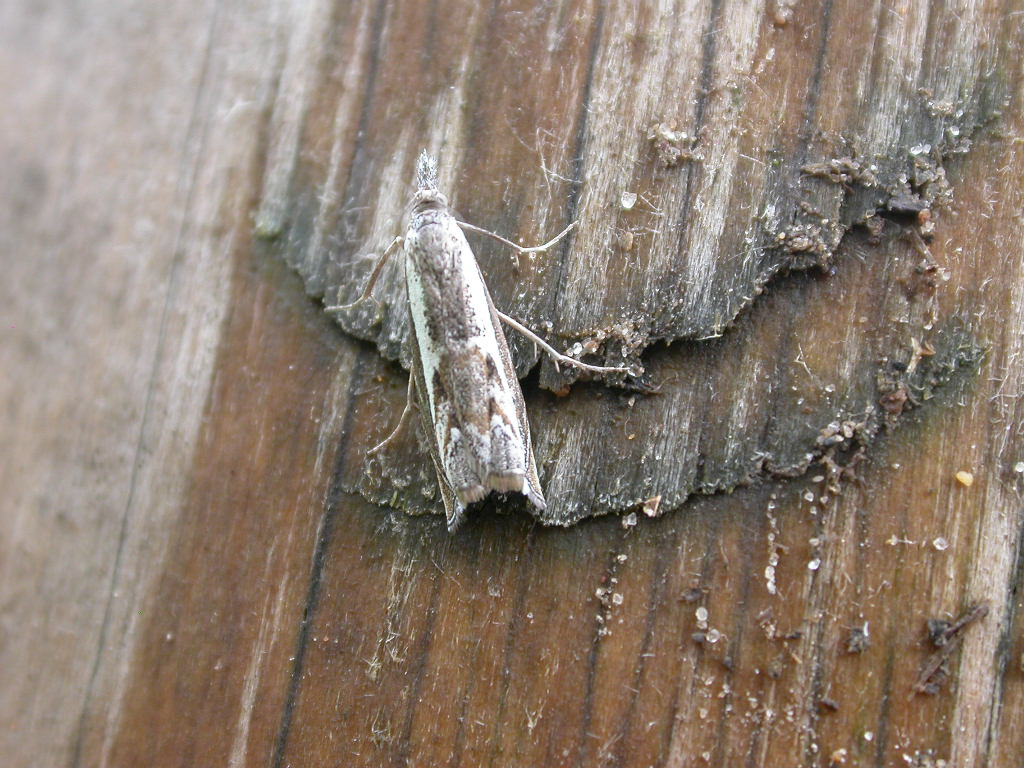